# Carry van Bruggen
Carry van Bruggen (1 de enero de 1881–16 de noviembre de 1932) fue una escritora holandesa. También escribió bajo el nombre de Justine Abbing.

## Biografía
Caroline Lea de Haan nació en Smilde y creció en Zaandam, donde más tarde estudió Magisterio. Su familia era judía ortodoxa, lo que a ella le resultaba asfixiante. Era hermana del escritor Jacob Israël de Haan. Se casó en 1904 con Kees van Bruggen, escritor socialista. Se fue con su marido a las Indias Orientales Holandesas y empezó a escribir para los periódicos de allí. Regresaron a Ámsterdam en 1907, donde van Bruggen siguió escribiendo para diversas publicaciones. La pareja se divorció en 1917; ella se trasladó a Laren. En 1920 se casó con el historiador del arte Adriaan Pit, más de veinte años mayor que ella. Fue un matrimonio más feliz pero, a partir de 1928, sufrió frecuentes depresiones y pasó temporadas en hospitales psiquiátricos.
Aunque apoyaba las cuestiones feministas, se mostraba escéptica respecto de los movimientos feministas de su época. De manera similar, tuvo una relación incómoda con el establishment literario, desarrolló su propio estilo de escritura y se alejó de las tradiciones literarias predominantes; sin embargo, su calidad ya fue reconocida en 1928 por el importante crítico más joven Menno Ter Braak. Su contribución al desarrollo de la literatura holandesa sólo fue verdaderamente reconocida después de su muerte.
Van Bruggen murió en Laren a la edad de 51 años por una sobredosis de somníferos.

## Obras seleccionadas
- De verlatene (The abandoned), novel (1910)
- Heleen, novel (1913)
- Een coquette vrouw (A coquette), novel (1915)
- Prometheus, philosophic essay (1919)
- Uit het leven van een denkende vrouw (From the life of a thinking woman), novel (1920)
- Het huisje aan de sloot (The small house by the ditch), collection of short stories (1921)
- Avontuurtjes (Adventures), novel (1922)
- Vier jaargetijden (Four seasons), novel (1924)
- Hedendaags fetischisme (Contemporary fetishism), commentary (1925)
- Eva, novel (1927)

## Otras lecturas
- Augustinus P. Dierick: "El descubrimiento del mundo exterior en los cuentos de Carry van Bruggen (1881-1932)". Exploraciones contemporáneas en la cultura de los países bajos. Ed. William Z. Shetter e Inge Van der Cruysse. Lanham, Nueva York, Londres: University Press of America, 1996.